# Pierre Wazem
Pierre Wazem, né le 16 juillet 1970 à Genève, en Suisse, est un auteur de bande dessinée suisse. Il a suivi les cours de l'école des Arts décoratifs de Genève de 1988 à 1992.

## Biographie
Il a reçu le Prix Töpffer pour la bande dessinée genevoise (prix attribué par la ville de Genève) en 1998, pour son album Bretagne.
Pierre Wazem est aussi connu pour avoir dessiné la suite des Scorpions du désert, série initiée par Hugo Pratt, décédé en 1995. Il gagne grâce à cette dernière le Prix International de la Ville de Genève en 2005.
En 2009, son album La Fin du monde, réalisé avec Tom Tirabosco, gagne le prix du Jury œcuménique de la bande dessinée, remis en marge du Festival d'Angoulême.
Il fournit régulièrement un dessin pour le supplément Emploi & Formation du quotidien genevois Le Temps. Il illustre aussi des articles d'un des magazines de l'Université de Genève, Campus.

## Publications
- Livre vert Viêt Nam, Papiers Gras, 1997
- Le Chant des pavots (dessin), avec Alain Penel (scénario), Les Humanoïdes Associés, 1998
- Bretagne, Les Humanoïdes Associés, coll. « Tohu-Bohu », 1999[2]
- Comme une rivière, Les Humanoïdes Associés, coll. « Tohu-Bohu », 2000[3]
- Week-end avec préméditation, dessin Tom Tirabosco, Les Humanoïdes Associés, coll. Tohu-Bohu, 2000
- Promenade(s), Atrabile, 2001[4]
- Presque Sarajevo, Atrabile, coll. « Bile Blanche », 2002.
- Koma (scénario), avec Frederik Peeters (dessin), Les Humanoïdes Associés

1. La Voix des cheminées, 2003.
2. Le Grand Trou, 2004.
3. Comme dans les Westerns, 2005.
4. L'Hôtel, 2006.
5. Le Duel, 2007.
6. Au commencement, 2008.

- Sur la neige (scénario), avec Antoine Aubin (dessin), Les Humanoïdes associés, coll. « Tohu bohu », 2004  (ISBN 2-7316-6276-X)[5].
- Les Scorpions du désert t. 5 : Le Chemin de fièvre, Casterman, 2005  (ISBN 2-203-34432-6).
- Monroe (scénario), avec Tom Tirabosco (dessin), Casterman, 2005  (ISBN 2-203-39143-X).
- Le Pingouin volant, La Joie de lire, coll. « Somnambule », 2007.
- La Fin du monde (scénario), avec Tom Tirabosco (dessin), Futuropolis, 2008.
- Jouxtens-Mézery comme un village, Association des Rencontres Culturelles de Jouxtens, 2010  (ISBN 978-2-8399-0692-0).
- Sous-sols (scénario), avec Tom Tirabosco (dessin), Futuropolis, 2010.
- Mars aller-retour, Futuropolis, 2012.
- Chère Louise, Atrabile, coll. « Flegme », 2013.
- Un monde pas possible : Chroniques suisses de l'univers, Delcourt/Pataquès, 2019.
- En coulisse, Atrabile, 2021  (ISBN 978-2-88923-108-9).
- Un Monde Meilleur, avec Peggy Adam, éditions Un Monde Meilleur, 2021